# Craig Goldman
Craig Alan Goldman, född 3 oktober 1968 i Fort Worth i Texas, är en amerikansk politiker (republikan). Han är ledamot av USA:s representanthus sedan 2025.
Kongressledamot Kay Granger ställde inte upp för omval i kongressvalet 2024. Goldman besegrade demokraten Trey Hunt med 63,5 procent av rösterna mot 36,5 procent för Hunt.